# Phyllonorycter stephanota
Phyllonorycter stephanota là một loài bướm đêm thuộc họ Gracillariidae. Nó được tìm thấy ở New South Wales và Queensland.
Ấu trùng ăn Abutilon, Hibiscus, Malvastrum (bao gồm Malvastrum spicatum) và Sida species (bao gồm Sida subspicata). Chúng có thể ăn lá nơi chúng làm tổ.